# A Fool’s Revenge
A Fool’s Revenge (deutsch: Die Rache eines Hofnarren) ist ein US-amerikanisches Filmmelodram des Regisseurs David Wark Griffith aus dem Jahr 1909. Das Drehbuch schrieb ebenfalls David Wark Griffith, als Adaption von Tom Taylors gleichnamigem Bühnenstück, das wiederum auf dem Drama Le roi s’amuse von Victor Hugo aus dem Jahr 1832 basiert. Giuseppe Verdis Oper Rigoletto basiert ebenfalls auf Le roi s’amuse, die Werbung für den Film nimmt dies zum Anlass für die Behauptung, der Film beruhe auf Rigoletto. Der Stummfilm ist eine Produktion der American Mutoscope and Biograph Company.

## Handlung
Der Herzog leidet an Melancholie, und seine Höflinge versuchen verzweifelt, seine Stimmung aufzuhellen. Alle Versuche scheitern, bis sie in ihrer Ratlosigkeit die hübsche Tochter des Hofnarren entführen und zum Herzog bringen. Der Herzog verliebt sich auf der Stelle in sie, aber auf eine bislang ungewohnte, ernsthafte Weise. Er verzichtet auf das Droit du Seigneur und schickt sie nach Hause, leiht ihr aber für den Weg seinen Umhang.
Der Hofnarr, der Zeuge dieser Szene wurde, sieht seine Tochter entehrt und schwört Rache. Dazu verdingt er ein Paar von Vagabunden, die in der Nähe in einer Hütte hausen, den Herzog für 500 Louis d’or zu ermorden. Der Hofnarr zeigt den Mördern den Herzog, als dieser mit der Tochter des Narren im Garten des Schlosses spazieren geht. Als der Herzog gegangen ist, entdeckt die Tochter das Trio und folgt ihm heimlich bis zu ihrer Hütte. Dort lauscht sie dem Mordplan und beschließt, den Herzog zu retten, ohne jedoch ihren alten Vater zu verraten.
Zu Hause angekommen, verkleidet sie sich als Mann und wirft den geliehenen Umhang des Herzogs über, um sich für ihren Vater und den Herzog zu opfern. Sie betritt die Hütte der Mörder und wird wie erwartet niedergestochen. Das Paar bemerkt voller Entsetzen den Irrtum und steckt die Leiche in einen Sack, um sie so dem Narren zu präsentieren, den Lohn entgegenzunehmen und die Flucht zu ergreifen. Der Narr tanzt voller Freude um den Sack herum und feiert enthusiastisch die Erfüllung seiner Rache. Als er die Leiche fortschaffen will, erscheint sie ihm zu leicht. Er öffnet den Sack und findet seine tote Tochter, die seinem eigenen feigen Mordplan zum Opfer gefallen ist.

## Produktionsnotizen
A Fool’s Revenge ist ein One-Reeler auf 35-mm-Film mit einer Länge von 1.000 Fuß. Der Film wurde am 8. März 1909 beim United States Copyright Office registriert, kam aber schon am 4. März 1909 in die Kinos.
Die Werbung für A Fool’s Revenge nennt Giuseppe Verdis Oper Rigoletto als Vorlage für das Drehbuch. Tatsächlich ist das Drehbuch eine Adaption von Tom Taylors Bühnenstück A Fool’s Revenge, das wie Rigoletto auf dem Drama Le roi s’amuse von Victor Hugo aus dem Jahr 1832 basiert.

## Kritik
The New York Dramatic Mirror lobte A Fool’s Revenge als den ersten amerikanischen Film, der im dramatischen Aufbau und der kraftvollen Darstellung den Filmen von Pathé gleichkomme. Der klare Gesichtsausdruck des Hofnarren und seine natürliche, aber dennoch suggestiv wirkende Gestik seien fast perfekte Pantomime. Auch die anderen Darsteller lieferten eine gute Leistung ab, insbesondere die gedungenen Mörder, und der Film überzeuge durch seine Ausstattung und die intelligente Regie. Biograph sei für diesen Film, der zu den besten gehöre, großes Lob zu zollen.
The Moving Picture World bezeichnet A Fool’s Revenge (als The Fool’s Revenge) als einen höchst dramatischen Film, der den Zuschauer von Anfang bis Ende in höchster Spannung hält. Herausragend seien das Spiel der Tochter, das keinerlei Anlass zur Kritik biete, und die fehlerfreie Kameraführung. Das Publikum sei tief beeindruckt gewesen.